# Pulau Mendol
Pulau Mendol är en ö i Indonesien.   Den ligger i provinsen Kepulauan Riau, i den västra delen av landet, 900 km nordväst om huvudstaden Jakarta. Arean är 313 kvadratkilometer.
Terrängen på Pulau Mendol är mycket platt. Öns högsta punkt är 38 meter över havet. Den sträcker sig 22,8 kilometer i nord-sydlig riktning, och 18,3 kilometer i öst-västlig riktning.